# Christoph von Pappenheim
Christoph von Pappenheim (né en 1492, mort le 19 juin 1539) est prince-évêque d'Eichstätt de 1535 à sa mort.

## Famille
Christoph vient de la famille noble souabe-franconienne de Pappenheim. Il est le fils du vogt d'Augsbourg, capitaine et conseiller de l'électorat de Saxe, Wilhelm von Pappenheim (de) (mort en 1508) et son épouse Magdalena von Rechberg (de) (morte en 1508) et a trois frères et une sœur. En raison de l'hérédité du Reichsmarschall, la fonction héréditaire devient une partie du nom. Christoph von Pappenheim est donc également répertorié comme Christoph Marschall ou Marschalk von Pappenheim. Le siège éponyme est Pappenheim avec le château de Pappenheim (de). Les membres de la famille deviennent de hauts dignitaires ecclésiastiques dans la région d'Eichstätt, Augsbourg et Ratisbonne, tels que Georges de Pappenheim évêque de Ratisbonne de 1548 à 1563 et Kaspar Marschall von Pappenheim, qui, en tant que chanoine d'Eichstätt  comme son oncle Christoph, prennent soin de lui. Avec son soutien, Christoph reçoit des sièges de chapitre de la cathédrale à Eichstätt et à Constance. Matthäus von Pappenheim (de) est également un contemporain de Christoph.

## Biographie
Christoph von Pappenheim est élu par le chapitre de la cathédrale d'Eichstätt comme successeur de Gabriel von Eyb le 1er décembre 1535, proclamé comme tel le 14 décembre et consacré évêque d'Eichstätt par l'évêque d'Augsbourg Christophe de Stadion à Pâques 1536. Malgré une bonne éducation, il manque d'acquis ; il ne peut même pas parler latin. Il est sujet à une colère rapide. Dans son court règne, il lutte contre les abus du clergé, il cherche à inspirer le clergé par l'exemple et la sévérité. Auprès du pape Paul III, il parvient à ce que les chanoines du Willibaldschorstift ne soient autorisés à être affectés que par l'évêque d'Eichstätter, de sorte que l'évêque puisse y nommer des hommes appropriés. En 1538, il réussit à prendre le prieuré de Herrieden avec tous les revenus et les sujets aux revenus épiscopaux.
Dans la cathédrale d'Eichstätt, dans la chapelle de Pappenheim, on peut trouver son épitaphe sous la forme d'un triptyque de la main du sculpteur Loy Hering (de). Le thème de la section centrale est la Lamentation du Christ avec les saints diocésains d'Eichstätt ; l'évêque s'agenouille dans le panneau latéral gauche.